# Radiotélescope

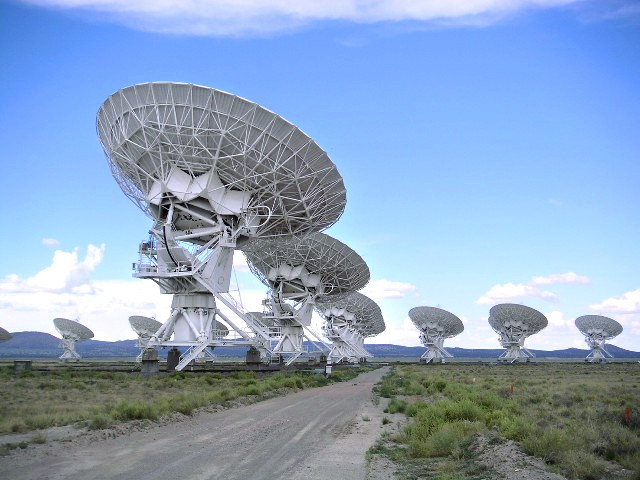
Le Radiotélescope Very Large Array en configuration D.

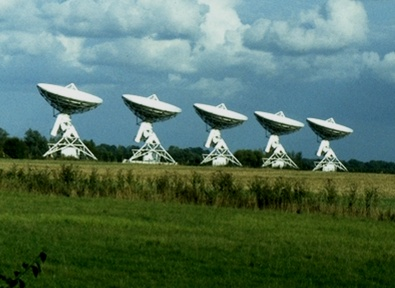
Le Radiotélescope Ryle à l'université de Cambridge.

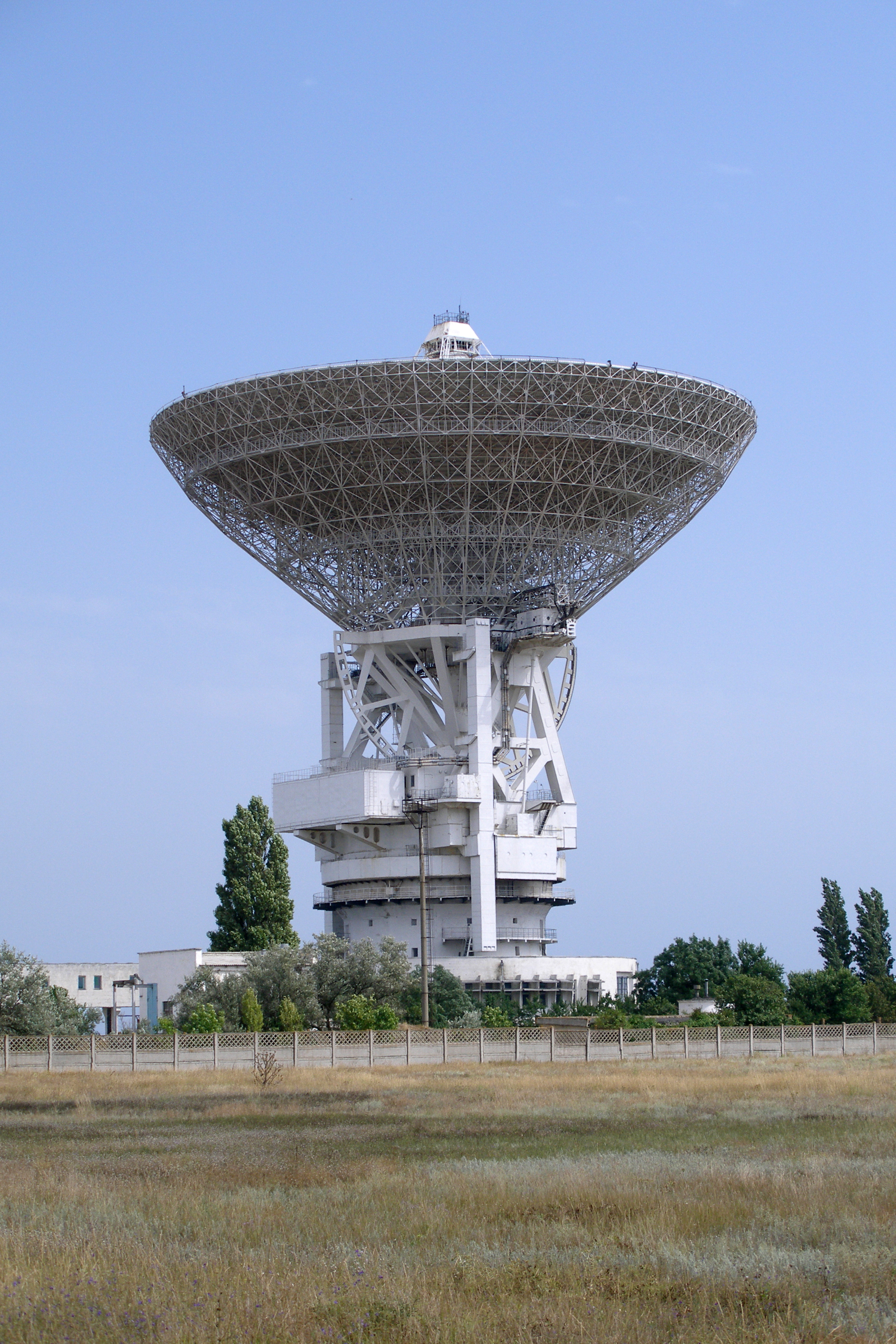
RT-70.

Un radiotélescope est un télescope spécifique utilisé en radioastronomie pour capter les ondes radioélectriques émises par les astres. Ces ondes radio, bien que plus ou moins prédites par certains physiciens comme Thomas Edison et Oliver Lodge, ne sont véritablement découvertes qu'au début des années 1930 par Karl Jansky lorsqu'il cherche l'origine de certaines interférences avec les transmissions radio terrestres.
Depuis cette époque qui marque le début de la radioastronomie, les radiotélescopes sont utilisés en fonction des longueurs d'onde, aussi bien pour l'étude du Soleil, que pour celle des régions de formations stellaires, des jets de microquasars et de noyaux actifs de galaxies, ou des études cosmologiques.

## Historique
La radioastronomie est une branche récente de l'astronomie. Ses débuts découlent de la découverte accidentelle en 1933 par Karl Jansky, ingénieur des Laboratoires Bell, de signaux radio émis par les étoiles. Le premier radiotélescope est construit en 1936 par l'astronome amateur Grote Reber qui durant 10 ans reste le seul à observer cette nouvelle source de données sur le cosmos. Les travaux sur les radars durant la Seconde Guerre mondiale accélèrent la mise au point des technologies qui vont être mises en œuvre par les radiotélescopes. C'est à cette époque que sont détectées les émissions du Soleil dans les longueurs d'onde 150 MHz, 3 et 10 GHz. Au cours des décennies 1940 et 1950 les astronomes découvrent les émissions radio de la Lune, des radiogalaxies et de Jupiter. Mais la découverte majeure est celle de la raie d'émission de l'hydrogène neutre dans la fréquence 21 centimètres qu'émet l'ensemble de notre galaxie et qui permet de réaliser une première cartographie de celle-ci. Les principaux radiotélescopes sont mis en chantier durant la décennie 1950 : aux États-Unis le Radiotélescope d'Arecibo (inauguré en 1963) et l'ancêtre de celui de  Greenbank, en Australie l'Observatoire de Parkes (1961), au Royaume-Uni le  télescope Lovell (1957) à l'observatoire Jodrell Bank (1957), aux Pays-Bas avec le radiotélescope de Westerbork et en France avec le Radiotéléscope de Nançay (1965), le plus grand du monde lors de son inauguration. La radioastronomie permet de découvrir durant la décennie 1960 les pulsars, les quasars, les émissions de la Terre, les premières mesures des raies d'émission des molécules ainsi que le  fond diffus cosmologique produit quelques centaines de millions d'années après le Big Bang. Au cours des décennies 1960 et 1970 sont développés les antennes en réseau et les interféromètres. La première utilisation de la radioastronomie dans l'espace a lieu au cours des années 1970 et 1980 avec notamment le satellite RAE et les sondes spatiales Voyager. Les années 2000 et 2010 voient le développement des réseaux géants de radiotélescopes comme LOFAR et ALMA et de nouveaux interféromètres SKA ou le  télescope sphérique de cinq cents mètres d'ouverture chinois sont mis en chantier.

## Caractéristiques techniques
Un radiotélescope est constitué principalement d'un collecteur et d'un détecteur.

### Collecteur
Les radiotélescopes sont formés d'un collecteur de forme parabolique qui concentre les ondes radio vers le foyer où se situe le détecteur. Le collecteur du radiotélescope doit vérifier les mêmes contraintes en ce qui concerne la forme de la surface réfléchissante que les télescopes optiques.  Les plus gros défauts doivent avoir une taille inférieure au dixième de la longueur d'onde. Cette précision contraignante pour l'instrumentation optique (longueur d'onde de l'ordre de quelques centaines de nanomètres) permet un lissage grossier du collecteur des radiotélescopes car les longueurs d'onde les plus courantes sont de l'ordre du décimètre (la longueur d'onde la plus observée est la raie de transition de l'hydrogène neutre à 21 centimètres). Aussi le collecteur est constitué souvent de grillages métalliques, dont le maillage doit seulement être inférieur à la longueur d'onde captée. La forme du miroir sphérique du radiotélescope de Nançay ne s'éloigne jamais de plus de 5 mm de la forme d'une sphère. La résolution spatiale (pouvoir séparateur) d'un radiotélescope augmente avec le diamètre du collecteur :
p = 59,42 λ / D  avec p exprimé en degrés, λ longueur d'onde et D diamètre de la parabole exprimé dans le même unité de longueur (mètres ou centimètres).
Un radiotélescope ayant un collecteur de 100 mètres et utilisé pour observer la raie de transition de l'hydrogène neutre à 21 centimètres aura donc une résolution spatiale de 0,12 degré (59,42*0,21/100) soit 7 minutes d'arc, une performance très mauvaise pour un instrument optique qui aurait la même taille. Les radiotélescopes sont donc caractérisés par des antennes collectrices de très grande taille. Celle-ci est d'autant plus importante que la fréquence de l'onde captée est basse. Ainsi, pour des signaux de basse fréquence (grande longueur d’onde), les radiotélescopes devront avoir une surface collectrice suffisamment grande pour reconstituer une image radio nette.
Pour pointer le radiotélescope vers la source observée, le collecteur est dans la majorité des cas fixé sur une monture mobile qui permet de l'orienter en azimut (direction) et en élévation. La sensibilité est proportionnelle à la taille du collecteur. Le diamètre des plus grands radiotélescopes orientables est compris entre cinquante et cent mètres ; leur résolution atteint environ une minute d'arc, soit sensiblement celle de l'œil humain aux longueurs d'onde visibles. Au-delà de cette taille la masse à déplacer devient trop importante. Pour contourner cette limitation, quelques radiotélescopes à collecteur fixe ont été construits. Le plus grand radiotélescope fixe du monde depuis 2016 est le Télescope sphérique de cinq cents mètres d'ouverture : son antenne sphérique mesure 500 m de diamètre. Il a surpassé le radiotélescope d'Arecibo (Porto Rico) inauguré par les États-Unis au début des années 1960 et dont le diamètre est d'environ 300 mètres. Le radiotélescope de Nançay (dans le Cher, en France) est un compromis entre collecteur fixe et mobile : un grand collecteur plan inclinable recueille les ondes radio, qui se réfléchissent vers un second miroir formant une portion de sphère. Après réflexion sur ce deuxième miroir, les ondes convergent vers le foyer, disposé sur un chariot qui se déplace en fonction de la trajectoire de la source dans l'espace.

### Radiotélescope interféromètre
Seul le recours à l'interférométrie permet d'atteindre la résolution nécessaire à la plupart des objectifs scientifiques. Cette technique consiste à combiner les signaux recueillis par plusieurs radiotélescopes distants les uns des autres en intégrant des observations effectuées à plusieurs moments pour bénéficier de la rotation de la Terre qui modifie l'angle de visée. Cette technique permet de démultiplier la résolution spatiale. Le premier interféromètre, le VLA dont les antennes s'étalent sur 27 kilomètres, a une résolution d'une seconde d'arc alors que pour les radiotélescopes géants cette valeur tourne autour de la minute d'arc. L'interférométrie à très longue base met en œuvre des radiotélescopes qui peuvent être distants de plusieurs milliers de kilomètres dans le cadre de sessions d'observation qui peuvent durer plusieurs semaines. Les réseaux de radiotélescopes utilisant cette techniques les plus connus sont le European VLBI Network européen et le VLBA américain.

## Principaux radiotélescopes

### Interféromètres internationaux
- ALMA est un radiotélescope interféromètre millimétrique comportant 66 antennes installé sur un haut plateau (5 100 mètres) du désert de l'Atacama au Chili résultant d'une collaboration entre l'Europe (ESO), les États-Unis (NRAO) et le Japon (NAOJ). Inauguré en 2013, il permet des observations dans les fréquences comprises entre 84  et 950 GHz avec une résolution spatiale maximale de 20 millisecondes d'arc (à 230 GHz)[4].
- Square Kilometre Array est un radiotélescope interféromètre  qui doit permettre l'observation dans les fréquences comprises entre 0,06–35 GHz. Combinant des réseaux de milliers de télescopes implantés en Australie, en Afrique du Sud et en Nouvelle-Zélande, sa surface collectrice agrégée doit atteindre à terme 1 km². Sa construction doit s'échelonner entre 2018 et 2030 avec une première ouverture en 2020.

### Instruments européens
Instruments simples
- Station de radioastronomie de Nançay (France), 100 m
- Radiotélescope d'Effelsberg (Allemagne), 100 m
- Observatoire de Jodrell Bank (Angleterre), 76 m
- Westerbork Synthesis Radio Telescope (Pays-Bas)

Interféromètres
- European VLBI
- e-VLBI
- LOFAR
- NOEMA radiotélescope interféromètre millimétrique installé sur le plateau de Bure dans les Alpes françaises et comprenant à terme (2019) 12 antennes.

### Ailleurs dans le monde
- Radiotélescope d'Arecibo (Porto Rico), 305 m
- Observatoire de Green Bank (États-Unis), 100 m
- Télescope sphérique de cinq cents mètres d'ouverture (Chine), 500 m
- Goldstone Deep Space Communications Complex (États-Unis), 70 m
- Grand télescope millimétrique (Mexique)

Interféromètres
- Very Long Baseline Array

## Radiotélescope amateur

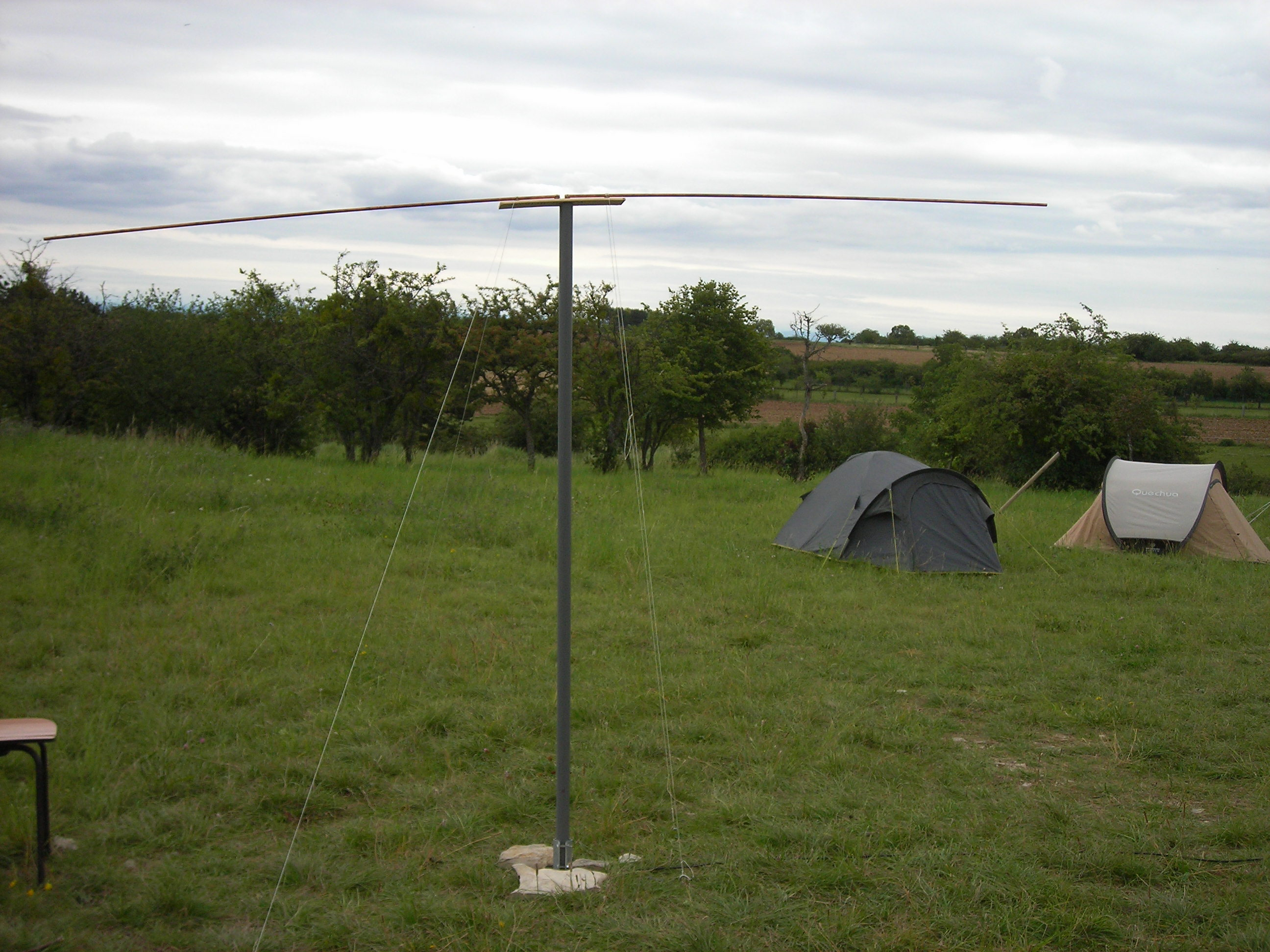
Antenne-dipôle pour la radioastronomie amateur.

Avec un simple récepteur radio et avec une antenne dipolaire horizontale de deux éléments de deux à trois mètres et demi, on peut intercepter le bruit radio-électromagnétique du Soleil et de la planète Jupiter en AM sur la bande de fréquence de 25,5 MHz à 75,5 MHz .
Le bruit radio-électromagnétique de Jupiter se traduit sur haut-parleur par un bruit de petites vagues rapides.

## Bandes de radioastronomie
Les bandes radio réservées au service de radioastronomie ont des assignations spécifiques pour être reçues par les radiotélescopes sans perturbation radioélectrique .
Ces fenêtres radio donnent accès à divers corps célestes car les répartitions des bandes protègent des brouillages d’autres services .
| Bandes ITU                | Types d’observation           |
| ------------------------- | ----------------------------- |
| 13,36 MHz à 13,41 MHz     | Soleil, Jupiter               |
| 25,55 MHz à 25,67 MHz     | Soleil, Jupiter               |
| 37,5 MHz à 38,25 MHz      | Jupiter                       |
| 73 MHz à 74,6 MHz         | Soleil                        |
| 150,05 MHz à 153 MHz      | Continuum, pulsar, Soleil     |
| 322 MHz à 328,6 MHz       | Continuum, deutérium          |
| 406,1 MHz à 410 MHz       | Continuum                     |
| 608 MHz à 614 MHz         | VLBI                          |
| 1 330 MHz à 1 400 MHz     | Raie HI red-shiftée           |
| 1 400 MHz à 1 427 MHz     | Raie HI                       |
| 1 610,6 MHz à 1 613,8 MHz | Raies OH                      |
| 1 660 MHz à 1 670 MHz     | Raies OH                      |
| 1 718,8 MHz à 1 722,2 MHz | Raies OH                      |
| 2 655 MHz à 2 700 MHz     | Continuum, HII                |
| 3 100 MHz à 3 400 MHz     | Raies CH                      |
| 4 800 MHz à 5 000 MHz     | VLBI, HII, raies H2CO et HCOH |
| 6 650 MHz à 6 675,2 MHz   | CH3OH, VLBI                   |
| 10,60 GHz à 10,70 GHz     | Quasar, raies H2CO, Continuum |
| 14,47 GHz à 14,50 GHz     | Quasar, raies H2CO, Continuum |
| 15,35 GHz à 15,40 GHz     | Quasar, raies H2CO, Continuum |
| 22,01 GHz à 22,21 GHz     | Raie H2O red-shiftée          |
| 22,21 GHz à 22,5 GHz      | Raies H2O                     |
| 22,81 GHz à 22,86 GHz     | Raies NH3, HCOOCH3            |
| 23,07 GHz à 23,12 GHz     | Raies NH3                     |
| 23,6 GHz à 24,0 GHz       | Raie NH3, Continuum           |
| 31,3 GHz à 31,8 GHz       | Continuum                     |
| 36,43 GHz à 36,5 GHz      | Raies HC3N, OH                |
| 42,5 GHz à 43,5 GHz       | Raie SiO                      |
| 47,2 GHz à 50,2 GHz       | Raies CS, H2CO, CH3OH, OCS    |
| 51,4 GHz à 59 GHz         |                               |
| 76 GHz à 116 GHz          | Continuum, raies moléculaires |
| 123 GHz à 158,5 GHz       | Raies H2CO, DCN, H2CO, CS     |
| 164 GHz à 167 GHz         | Continuum                     |
| 168 GHz à 185 GHz         | H2O, O3, multiples raies      |
| 191,8 GHz à 231,5 GHz     | Raie CO a 230,5 GHz           |
| 241 GHz à 275 GHz         | Raies C2H, HCN, HCO+          |
| 275 GHz à 1 000 GHz       | Continuum, raies moléculaires |

## Gêne atmosphérique et pollution électromagnétique
Les observations radiométriques et centimétriques (VLA, Radiohéliographe de Nançay) ne sont pas gênés par l'atmosphère. Les observations millimétriques et sub-millimétriques (ALMA, IRAM) sont fortement affectées par la présence de vapeur d'eau dans l'atmosphère.
Les sources parasites terrestres (ordinateurs et circuits électroniques, radio (bande FM), émetteurs de télévision et de téléphone cellulaire), d'origine anthropique, sont des nuisances majeures.

### Source
- Emile Jacques Blum, Les radiotelescopes., Presses universitaires de France, coll. « Que sais-je? » (no 1454), 1971, 128 p. (OCLC 299786322, BNF 35428379).